# دائرة حمادية
دائرة حمادية إحدى دوائر ولاية تيارت الجزائرية . عاصمتها هي حمادية وتضم بلديات : 
- حمادية
- الرشايقة
- بوقرة